# سلسله‌ها (مجموعه تلویزیونی ۲۰۱۸)
سلسله‌ها (به انگلیسی: Dynasties) یک مجموعه مستند بریتانیایی است که بر پنج گونه در معرض خطر از جمله شامپانزه، پنگوئن امپراتور، شیر، ببر و سگ وحشی آفریقایی تمرکز دارد. این مجموعه توسط واحد تاریخ طبیعی بی‌بی‌سی تولید شده و مجری آن دیوید اتنبرو است.

مجموعه برای نخستین بار در تاریخ ۱۱ نوامبر ۲۰۱۸ به‌طور همزمان از بی‌بی‌سی وان و بی‌بی‌سی وان اچ‌دی پخش گردید.

## قسمت‌ها
1. شامپانزه در قسمت اول مستند که مربوط به گونه‌هایی است که در معرض خطر نابودی قرار دارند و سعی می‌کنند که برای نجات جان خودشان تقلا کنند، دیوید اتنبرو به سراغ شامپانزه‌ای در سنگال می‌رود. این شامپانزه در تلاش است تا بر تهدیداتی که رهبر گروهشان برای وی ایجاد می‌کند، پیروز شود و بتواند جانشینی او را برای خودش تضمین کند. عملیاتی که ممکن است خون و خونریزی زیادی را به راه بیندازد.
2. پنگوئن امپراتور در قسمت دوم از مستند گروهی از پنگوئن‌های امپراتور که سعی می‌کنند خود و بچه‌هایشان را از سرمای سخت زمستان نجات دهند را نشان می‌دهد. پنگوئن‌ها به عنوان یکی از گونه‌های محدود به‌شمار می‌روند که برای نجات خودشان در دنیا تلاش می‌کنند و آن‌ها هم در معرض خطر نابودی قرار دارند. گونه‌هایی که در شرایط سختی زندگی می‌کنند و جوجه‌هایشان در معرض خطرهای بسیاری هستند.
3. شیر در قسمت سوم رهبر گروهی از شیرها را نشان می‌دهد که حال باید برای بقای خودش نبرد کند.
4. ببر در قسمت چهارم ببری به نام راج دارای ۴ توله جدید شده‌است. او باید از این توله‌ها در برابر حمله‌هایی محافظت کند که قصد دارند سرزمین وی را تصاحب کنند و او را سرنگون سازند.
5. سگ وحشی آفریقایی در قسمت پنجم رهبر گروه بزرگی از سگ‌های وحشی آفریقایی رفته رفته در حال پیر شدن است. او دیگر کم‌کم قدرتش را برای حفظ صلح در گروه از دست می‌دهد. او در نهایت با یکی از سگ‌های گله وارد نبردی می‌شود و سگ دیگر قصد دارد که سلسله این رهبر را برای همیشه به زیر بکشد.